# La Clef écossaise
 (juin 2015).
Pour plus de détails, voir Fiche technique et Distribution.
La Clef écossaise est un film documentaire belge paru en novembre 2007 et signé Tristan Bourlard et François De Smet. Ses auteurs y exposent les théories les plus récentes concernant les origines de la franc-maçonnerie et s'appuient en particulier sur la piste dite de la « clé écossaise », développée à partir de 1988 sur la base des recherches de l'historien Robert L. D. Cooper.

## Synopsis
Ce documentaire audiovisuel raconte la naissance de la franc-maçonnerie et pose à son sujet les questions suivantes : « Qui l'a créé ? » et  «  Pourquoi ? ». Le film, sous forme d'enquête, raconte cette aventure. Ses auteurs déclarent y présenter des documents totalement inédits et des témoignages surprenants offrant un éclairage entièrement nouveau sur ce sujet.

## Les thèmes
Le film comporte différents chapitres : les origines mythologiques, la création, le 24 juin 1717, de la Grande Loge unie d'Angleterre, le rôle de la Royal Society, celui de Jean-Théophile Desaguliers, de James Anderson (1678-1739), la visite de Desaguliers à la Loge d'Edimbourg n°1 (Mary's Chapel), les loges opératives écossaises, le rôle de William Schaw, et enfin celui des « Gentlemen Mason » (dont Robert Moray).

## Les intervenants
Ce film présente certains des spécialistes les plus réputés au monde dans ce domaine :
- Andrew Prescott a été nommé premier directeur de recherches sur la franc-maçonnerie à l'université de Sheffield en 2000. Andrew a étudié l'histoire à l'université de Londres, et a défendu une thèse sur la révolte paysanne de 1381. Il a été Curateur au Département des Manuscrits à la British Library de 1979 à 2000. Parmi les nombreux postes qu'il a occupés à la British Library, il s'est occupé de la planification et de la supervision du déménagement de la collection des manuscrits du bâtiment du British Museum vers les nouveaux bâtiments de la British Library à St Pancras. Andrew Prescott a enseigné et largement publié sur l'histoire de la franc-maçonnerie depuis la création du Centre en 2001.
- Keith Moore dirige la bibliothèque et les archives de la Royal Society, institution vouée à la promotion des sciences, fondée en 1660, et se revendique comme l'institution la plus ancienne du genre encore en activité.
- Roger Dachez, médecin et universitaire, se consacre aussi depuis vingt ans à l'histoire de la franc-maçonnerie. Directeur depuis 1992 de la revue d'études maçonniques Renaissance traditionnelle et auteur de plusieurs ouvrages et contributions à des colloques, il a notamment publié une Histoire de la franc-maçonnerie française (PUF, 2003) et pris part au documentaire Voyage en franc-maçonnerie, réalisé par Georges Combe en 2003. Il est l'actuel président de l'Institut maçonnique de France.
- Jessica Harland-Jacobs est professeur/assistante d’histoire britannique et impériale à l’université de Floride à Gainsville. Elle a obtenu son doctorat en 2000 à l'université Duke et sa licence à l’université Cornell en 1992. Elle est l’auteur de Builders of Empire: Freemasonry and British Imperialism, 1717-1927 (University of North Carolina Press, 2007), et a eu présenté ses recherches sur la franc-maçonnerie aux États-Unis, au Canada, au Royaume-Uni et en Belgique.
- David Stevenson a publié de nombreux livres, principalement sur l’histoire écossaise, dont récemment The Beggar's Benison: The Sex Clubs of Enlightenment Scotland et The Hunt for Rob Roy. Il fut le premier historien professionnel à étudier les archives des premières loges maçonniques écossaises, publiant en 1988 The Origins of Freemasonry: Scotland's Century, 1590-1710.
- Ewan Rutherford  est un ancien vénérable maître de La loge d'Edimbourg n°1 (Mary's Chapel), l'une des plus anciennes loges du monde, située à Édimbourg, en Écosse. Il a publié en 1988 The Origins of Freemasonry: Scotland's Century, 1590-1710.
- John Hamill, né dans le Northumberland en 1947, est directeur des communications de la Grande Loge unie d'Angleterre comme porte-parole officiel de l'UGLE, il est chargé des relations publiques, sous l'autorité du grand secrétaire. Il a aussi été par le passé membre de la « Grand Lodge Librarian and Curator » de 1993 à 1999, et maître de la loge de recherche « Quatuor Coronati Lodge » no 22076 en 1995. Les articles et les livres qu'il a rédigés démontrent l'intérêt qu'il porte à la connaissance des origines de la franc-maçonnerie ainsi que du développement du « Royal Arch ».
- Robert L. D. Cooper est curateur depuis 14 ans à la « Grande Loge des maçons anciens et acceptés d’Écosse ». Il a donné de nombreuses conférences sur la franc-maçonnerie écossaise, les Templiers, la Chapelle de Rosslyn et d’autres sujets s’y rapportant. Il a effectué une tournée de conférences de trois mois en 2005. C'est l'auteur, entre autres, de The Rosslyn Hoax ?, Cracking the Freemason's Code, Freemasons, Templars and Gardeners, et a publié de nombreux articles dans des revues, des magazines et des journaux. Il se produit souvent à la télévision et à la radio en tant qu’expert sur la franc-maçonnerie. Robert est un membre de nombreux corps et sociétés d’études maçonniques, dont la « Quatuor Coronati Lodge », la plus ancienne loge de recherche au monde.